# Kostel Narození svatého Jana Křtitele (Černovice)
Kostel Narození svatého Jana Křtitele je římskokatolický chrám v obci Černovice v okrese Blansko. Je chráněn jako kulturní památka České republiky. Jde o farní kostel farnosti Černovice u Boskovic.

## Historie
První písemná zmínka o farnosti pochází z roku 1286, kdy v listině olomouckého biskupa Bruna je uváděn jako svědek při sporu o církevní majetek v Šardicích mezi jinými osobami „Rudgerus, plabanus de Cernovicz“, čili Rudger, farář v Černovicích. V osmnáctém století byl černovický kostel filiálním kostelem farnosti v Doubravníku. Roku 1775 byl zbořen starý kostel a v letech 1778 až 1780 od základů postaven nový kostel.

## Popis
Jedná se o jednolodní chrám s odsazeným kněžištěm a s lodí obdélníkového půdorysu. Na východní straně k lodi přiléhá čtyřboká sakristie s oratoří. V hladkých fasádách jsou prolomena okna. Hlavní vchod do kostela je podvěžím zaklenutým valeně s výsečemi a konchou. Loď, sakristie i oratoř mají valenou klenbu s výsečemi. Hudební kruchta v prvním patře věže je rozšířena balkóny vyloženými do lodi.

## Zařízení
Na hlavním oltáři je obraz Kristova křtu malovaný na plechu z roku 1830. V depozitáři je uložena kamenná pozdně středověká křtitelnice. Zvon zavěšený ve věži pochází z roku 1570.